# Rocío Nahle
Norma Rocío Nahle García (Río Grande, Zacatecas; 14 de abril de 1964) es una política e ingeniera química mexicana, miembro del partido Morena. Desde el 1 de diciembre de 2024 se desempeña como gobernadora de Veracruz, siendo la primera mujer en ocupar el cargo. 
Fue diputada federal de 2015 a 2018, senadora de la República en 2018 y secretaria de Energía durante el gobierno del presidente Andrés Manuel López Obrador de 2018 a 2023. En 2024, Nahle fue nominada por el Movimiento Regeneración Nacional como candidata a gobernadora de Veracruz por la coalición "Sigamos Haciendo Historia", resultando ganadora de los comicios.

## Trayectoria profesional
Rocío Nahle es ingeniera química por la Universidad Autónoma de Zacatecas (UAZ), donde cursó sus estudios de 1981 a 1986, realizando una especialidad en Petroquímica por la misma institución. 
Realizó un diplomado en Ingeniería Química de procesos por la UNAM y un diplomado en Viabilidad Económica en Procesos Industriales por la Universidad Veracruzana. 
Inició su carrera laboral en los complejos petroquímicos Pajaritos, Cangrejera y Morelos de PEMEX, donde se desempeñó en las áreas administrativas, financieras, de procesos, planeación y control de calidad. Además, en la iniciativa privada ha trabajado en Industrias Resistol.
Nahle es integrante del grupo Ingenieros Pemex Constitución de 1917 (G-17) y del Comité Nacional de Estudios de la Energía (CNEE) de América Latina y el Caribe. Ha sido asesora de la Comisión de Energía en la H. Cámara de Diputados en la LIX y LXI Legislatura y del Senado de la República en la LXII Legislatura.

## Trayectoria política
Durante los Foros de la Reforma Energética 2008 y 2013, en el Senado de la República fue ponente sobre los temas de Petrolíferos y Petroquímicos. 
En 2012 fue candidata a diputada federal en el distrito 11 de Veracruz por la coalición del Partido de la Revolución Democrática, Partido del Trabajo y Movimiento Ciudadano.

### Diputada federal (2015-2018)
En 2015 fue elegida diputada federal por el Distrito 11 de Veracruz y coordinadora del Grupo Parlamentario de Morena en la Cámara de Diputados.

### Senadora por Veracruz (2018)
En las elecciones federales de 2018 fue postulada candidata al Senado de México por el Movimiento Regeneración Nacional en primera fórmula junto a Ricardo Ahued Bardahuil por Veracruz. Ganando el escaño por el principio de mayoría relativa con el 48.08% de los votos. Asumió el cargo en la LXIV Legislatura del Congreso de la Unión el 1 de septiembre de 2018 y ocupó su curul hasta el 27 de noviembre del mismo año.

### Secretaría de Energía de México (2018-2023)
En 2018 fue designada secretaria de Energía por el presidente Andrés Manuel López Obrador, cargo que ocupó hasta su dimisión en 2023 para contender por la gubernatura de Veracruz.